# Strawbs 40th anniversary celebration Vol. 1: Strawberry Fayre
Strawbs 40th anniversary celebration Vol. 1: Strawberry Fayre is een livealbum van Strawbs. In het kader van hun 40-jarig bestaan gaf de muziekgroep een tweetal concerten op 12 en 13 september in The Live Room in Twickenham Stadium. Dat 40-jarig bestaan refereerde alleen aan de oprichting van de band, de band bestond in al die jaren weleens een paar jaar niet. De concerten, die totaal 7 uur muziek opleverden lieten Strawbs een soort reünie beleven. Niet alleen Strawbs speelde, maar ook gelieerde bands als Cry No More. Het was het laatste optreden van Robert Kirby voor zijn overlijden.   

## Musici

### Strawbs
- samenstelling 1: Dave Cousins, Cathryn Craig, Blue Weever, Brian Willoughby, Chas Cronk, Tony Fernandez
- samenstelling 2: Dave Cousins, Jo Partridge, Chas Cronk, Tony Fernandez
- samenstelling 3: Dave Cousins, Andy Richards, Jo Partridge, Chas Cronk, Tony Fernandez
- Acoustic Strawbs: Dave Cousins, Dave Lambert, Sonja Kristina
- Electric Strawbs: Dave Cousins, Dave Lambert, Oliver Wakeman, Chas Cronk, Rod Coombes

### Cry No More
- Roy Hill, en Chas Cronk

### Wakeman/Cousins
- Rick Wakeman, Dave Cousins

### Blue Ander Orchestra
- Dave Cousins, Ian Cutler, Melvin Duffy, Chas Cronk, Chris Hunt

### Fire
- Dave Lambert, Dick Dufall, Bob Voice

### Zeus
- Dave Lambert, Tom Leary, Graeme Taylor, Jon Davie

Verder: John Ford solo en Cathryn Craig en Brian Willoughby. Het orkest is The Royal Artillery Orchestra onder leiding van Robert Kirby

## Muziek
| Nr. | Titel                                            | Duur |
| --- | ------------------------------------------------ | ---- |
| 1.  | Heartbreak Hill (Strawbs)                        | 7:40 |
| 2.  | Starting over (idem)                             | 9:38 |
| 3.  | Landslide (Cry No More)                          | 3:53 |
| 4.  | Don’t leave me here (idem)                       | 5:01 |
| 5.  | Hellfire blues (Cousins en Blue Angel Orchestra) | 5:15 |
| 6.  | Skip to my Lou (idem)                            | 5:31 |
| 7.  | All I need is you (Acoustic Strawbs)             | 2:33 |
| 8.  | On my way (idem)                                 | 3:19 |
| 9.  | Sheep (Strawbs)                                  | 4:20 |
| 10. | Autumn (Strawbs)                                 | 9:26 |
| 11. | Anji (Zeus)                                      | 3:22 |
| 12. | True love (idem)                                 | 5:32 |
| 13. | October to may (Wakeman en Cousins)              | 5:30 |
| 14. | Can you believe? (idem)                          | 6:15 |

| Nr. | Titel                                         | Duur  |
| --- | --------------------------------------------- | ----- |
| 1.  | Blue angel (Strawbs)                          | 11:37 |
| 2.  | Cry no more (idem)                            | 3:49  |
| 3.  | Alice’s song (Craig, Willoughby)              | 3:31  |
| 4.  | That ol’ guitar (idem)                        | 5:00  |
| 5.  | Copenhagen (Acoustic Strawbs)                 | 5:17  |
| 6.  | Josephine, for better of for worse (idem)     | 4:15  |
| 7.  | Together apart (John Ford)                    | 2:58  |
| 8.  | Floating in the wind (John Ford)              | 3:46  |
| 9.  | Song of a sad little girl (Cousins en Cutler) | 4:59  |
| 10. | Grace Darling (Cousins en Cutler)             | 4:15  |
| 11. | Flies like a bird (Fire)                      | 3:27  |
| 12. | Father’s name is devil (idem)                 | 3;27  |
| 13. | Evergreen (Acoustic Strawbs met orkest)       | 6:41  |
| 14. | When silent shadows fall (Strawbs met orkest) | 6:41  |